# Quinto Márcio Rex (cônsul em 68 a.C.)
Quinto Márcio Rex (m. 61 a.C.; em latim: Quintus Marcius Rex) foi um político da gente Márcia da República Romana eleito cônsul em 68 a.C. com Lúcio Cecílio Metelo. Provavelmente era neto de Quinto Márcio Rex, cônsul em 118 a.C., e primo de segundo grau do ditador Júlio César, que era bisneto de Quinto Márcio Rex, o pretor em 144 a.C. que construiu o aqueduto Água Márcia.

## Carreira
Rex foi eleito cônsul em 68 a.C. com Lúcio Cecílio Metelo, que morreu no início do ano seguinte e não foi substituído (o que explica a nota "solus consulatum gessit" nos Fastos Capitolinos). Depois de seu mandato, serviu na Cilícia como procônsul e, pressionado por seu cunhado, Públio Clódio Pulcro, recusou-se a ajudar Lúculo. Depois de dois anos, deixou sua província para cumprir a Lex Manilia, que concedeu o comando de todas as províncias do oriente a Pompeu.
Quando finalmente voltou para Roma, seu pedido para celebrar um triunfo foi negado e ele ainda esperava por ele do lado de fora da cidade quando a Conspiração de Catilina irrompeu em 63 a.C.. Recebeu ordens de marchar para Fesulas (moderna Fiesole) para conter Caio Mânlio, um dos generais de Catilina, recusando suas propostas de paz e exigindo sua rendição.
Márcio era casado com a irmã mais velha de Públio Clódio Pulcro e morreu em 61 a.C. sem deixar nada para seu cunhado, como era esperado.